# Jeff Hamilton (Eishockeyspieler)
Jeffrey Hamilton (* 4. September 1977 in Englewood, Ohio) ist ein US-amerikanischer Eishockeyspieler, der zuletzt für den HIFK Helsinki in der SM-liiga spielte.

## Karriere
Jeff Hamilton begann seine Karriere als Eishockeyspieler in der Mannschaft der Yale University, in der er von 1996 bis 2001 aktiv war. Anschließend wechselte er für eine Spielzeit zu Kärpät Oulu aus der finnischen SM-liiga. Im August 2002 kehrte Hamilton nach Nordamerika zurück, wo er als Free Agent einen Vertrag bei den New York Islanders aus der National Hockey League unterschrieb. Nach zwei Jahren, in denen der Angreifer nur einmal für New York in der NHL spielte und fast ausschließlich für deren Farmteam aus der American Hockey League, die Bridgeport Sound Tigers, auf dem Eis stand, wechselte er vor der Saison 2004/05 zum AHL-Club Hartford Wolf Pack. 
In der Saison 2005/06 spielte Hamilton zum zweiten Mal in seiner Karriere in Europa, wo er für Ak Bars Kasan aus der Russischen Superliga auflief, ehe er die Spielzeit bei seinem Ex-Klub, den New York Islanders, beendete. Von 2006 bis 2008 spielte Hamilton für je eine Spielzeit bei den Chicago Blackhawks und den Carolina Hurricanes, bevor er vor der Saison 2008/09 zu den Chicago Wolves aus der AHL ging. Am 5. März 2009 wurde der Spieler vom Franchise der Toronto Maple Leafs aus seinem Vertrag in Chicago herausgekauft. Ab dem 5. August 2009 stand er in der National League A beim HC Lugano für die Saison 2009/10 unter Vertrag. Im Sommer 2010 absolvierte er ein Trainingslager bei Atlant Mytischtschi, bekam aber keinen Vertrag in der KHL. Im Oktober 2010 wurde er vom HIFK Helsinki verpflichtet.

### International
Für die USA nahm Hamilton an der Weltmeisterschaft 2004 teil, bei der er mit der Mannschaft die Bronzemedaille gewann.

## Erfolge und Auszeichnungen
| - 1997 ECAC All-Rookie Team - 1998 NCAA East Second All-American Team - 1998 ECAC First All-Star Team - 1999 NCAA East All-American Team - 1999 ECAC First All-Star Team - 2001 NCAA East First All-American Team | - 2001 ECAC First All-Star Team - 2004 Teilnahme am AHL All-Star Classic - 2004 AHL First All-Star Team - 2004 Willie Marshall Award - 2004 Bronzemedaille bei der Weltmeisterschaft |

## NHL-Statistik
(Stand: Ende der Saison 2009/10)